# Urbana desnica
Urbana desnica bila je hrvatska aktivistička udruga osnovana 15. lipnja 2012. sa sjedištem u Splitu, s ciljem promicanja domoljublja, kulture života i provedbe lustracije u Hrvatskoj. Ugašena je 2017.
Povremeno je izdavala internetski časopis Buntovnik s razlogom.

## Načela
Udruga je promicala pozitivan odnos prema hrvatskom identitetu, hrvatsko državotvorstvo te rad i odgovornost prema domovini.
Odbacivala je, kako su njezini članovi zvali, umjetnu ideološku podijeljenost hrvatskog naroda na "desne" i "lijeve", "crne" i "crvene". Isticala je društvenu komponentu domoljublja, tj. borbu za radnike, radnička prava i društvenu pravdu te promicanje hrvatske kulturne baštine i umjetnosti među mladima.
Izražavala je protivljenje komunizmu i totalitarizmu. U javnosti je bila poznata po sloganu „Olujom do Hrvatske, lustracijom do slobode”, što je i bio natpis 50-metarskog transparenta koji su članovi podignuli na kninskoj tvrđavi i splitskoj rivi.

## Djelovanje i akcije
Akcija „Prazan grad” bila je višegodišnja akcija kojom se građane Splita pozivalo na bojkotiranje odlaska u strogo središte grada za vrijeme odvijanja splitske parade ponosa, zbog protivljenja trošenju proračunskog novca na policijsko osiguranje.
Javno je poduprla nezavisne liste za Split, Solin i Hrvace na lokalnim izborima 2013.
Članovi udruge održali su nekoliko javnih performance-a na temu radničkih prava i nezaposlenih (Ubojstvo hrvatskog radnika).
Pokrenula je projekt Hrvatski registar žrtava totalitarizma kao javni popis Hrvata stradalih u totalitarističkim sustavima 20. stoljeća.
Godine 2015. udruga je u suorganizaciji s Patriot Hrvatska organizirala je koncert „Tente Night” u Splitu u čast Frani Tenti.

## Vanjske poveznice
- Službene stranice udruge  Arhivirana inačica izvorne stranice od 16. listopada 2014. (Wayback Machine)
- Udruga na Facebooku